# دوروثي غرين (تنس)
دوروثي غرين (بالإنجليزية: Dorothy Green)‏ هي لاعبة كرة مضرب أمريكية. هي إحدى بطلات الجراند سلام. فازت ببطولة أمريكا الوطنية للسيدات لفئة الزوجي في سنة 1912 مع ماري براون.

## النهائيات

### الفردي النهائي (خسرته)
| السنة | البطولة                     | المنافس    | النتيجة  |
| 1913  | بطولة أمريكا المفتوحة للتنس | ماري براون | 6-2, 7-5 |

### الزوجي اللقب
| السنة | البطولة                     | الشريك     | المنافس                        | النتيجة       |
| 1912  | بطولة أمريكا المفتوحة للتنس | ماري براون | مود بارجر والاتش فريدريك شميتز | 6-2, 5-7, 6-0 |

### الزوجي المختلط النهائي
| السنة | البطولة                     | الشريك   | المنافس              | النتيجة |
| 1913  | بطولة أمريكا المفتوحة للتنس | إس روجرز | ماري براون بيل تيلدن | 7-5 7-5 |